# Itinéraire d'un enfant gâté
Itinéraire d'un enfant gâté is een Franse dramafilm uit 1988 onder regie van Claude Lelouch.

## Verhaal
Door een blessure moet Sam zijn carrière als circusacrobaat stopzetten. Hij zet een bedrijfje op touw, dat al vlug uitgroeit tot een succesvolle firma. Op een dag besluit hij ermee op te houden. Hij ensceneert een auto-ongeluk en gaat ervandoor met een vals paspoort.

## Rolverdeling
| Acteur                 | Personage        |
| ---------------------- | ---------------- |
| Jean-Paul Belmondo     | Sam Lion         |
| Richard Anconina       | Albert Duvivier  |
| Lio                    | Yvette           |
| Béatrice Agenin        | Corinne          |
| Marie-Sophie L.        | Victoria         |
| Jean-Philippe Chatrier | Jean-Philippe    |
| Gila von Weitershausen | Kennis van Sam   |
| Michel Beaune          | Notaris          |
| Pierre Vernier         | Pastoor          |
| Philippe Lorin         | Dokter           |
| Annie Philippe         | Secretaresse     |
| Céline Caussimon       | Zus van Sam      |
| Daniel Gélin           | Pierrot Duvivier |
| Alexis Gruss           | Mijnheer Loyal   |
| Nicolas Mallet         | Sam (3 jaar)     |